# Rhynchodontomerus
Rhynchodontomerus is een geslacht van vliesvleugeligen uit de familie Torymidae. De wetenschappelijke naam van dit geslacht is voor het eerst geldig gepubliceerd in 1961 door Novicky & De Santis.

## Soorten
Het geslacht Rhynchodontomerus is monotypisch en omvat slechts de volgende soort:
- Rhynchodontomerus inclusus (Kieffer, 1910)